# Dysdera pococki
Dysdera pococki là một loài nhện trong họ Dysderidae.
Loài này thuộc chi Dysdera. Dysdera pococki được miêu tả năm 1985 bởi Dunin.